# Grünheide
Grünheide (ufficialmente Grünheide (Mark)) è un comune di 9 193 abitanti del Brandeburgo, in Germania.

Appartiene al circondario dell'Oder-Sprea.

## Storia
Il 31 dicembre 2001 vennero aggregati al comune di Grünheide (Mark) i comuni di Kagel e Kienbaum.
Nel 2003 vennero aggregati al comune di Grünheide (Mark) i soppressi comuni di Hangelsberg, Mönchwinkel e Spreeau.

## Società

### Evoluzione demografica
- Sviluppo della popolazione dal 1875 entro gli attuali confini (linea blu: popolazione; linea puntata: confronto dello sviluppo della popolazione dello stato del Brandenburgo; sfondo grigio: ai tempi del governo nazista; sfondo rosso: al tempo del governo comunista)
- Sviluppo recente della popolazione (linea blu) e previsioni

| Anno | Abitanti |
| ---- | -------- |
| 1875 | 2 441    |
| 1890 | 2 412    |
| 1910 | 3 351    |
| 1925 | 4 157    |
| 1933 | 4 627    |
| 1939 | 5 411    |
| 1946 | 5 486    |
| 1950 | 5 825    |
| 1964 | 6 347    |
| 1971 | 6 350    |
| 1981 | 6 143    |

| Anno | Abitanti |
| ---- | -------- |
| 1985 | 6 006    |
| 1989 | 5 857    |
| 1990 | 5 733    |
| 1991 | 5 641    |
| 1992 | 5 615    |
| 1993 | 5 599    |
| 1994 | 5 724    |
| 1995 | 6 186    |
| 1996 | 6 398    |
| 1997 | 6 606    |

| Anno | Abitanti |
| ---- | -------- |
| 1998 | 6 816    |
| 1999 | 7 000    |
| 2000 | 7 272    |
| 2001 | 7 381    |
| 2002 | 7 489    |
| 2003 | 7 546    |
| 2004 | 7 674    |
| 2005 | 7 761    |
| 2006 | 7 822    |
| 2007 | 7 770    |

| Anno | Abitanti |
| ---- | -------- |
| 2008 | 7 820    |
| 2009 | 7 885    |
| 2010 | 7 982    |
| 2011 | 8 034    |
| 2012 | 8 047    |
| 2013 | 8 111    |
| 2014 | 8 165    |
| 2015 | 8 327    |
| 2016 | 8 448    |
| 2017 | 8 554    |

| Anno | Abitanti |
| ---- | -------- |
| 2018 | 8 645    |
| 2019 | 8 755    |
| 2020 | 8 872    |

Fonti dei dati sono nel dettaglio nelle Wikimedia Commons.

## Geografia antropica

### Suddivisioni amministrative
Il comune di Grünheide (Mark) è suddiviso in
6 frazioni (Ortsteil):
- Grünheide (Mark), con le località Altbuchhorst, Fangschleuse, Klein Wall e Schmalenberg;
- Hangelsberg, con le località Spreetal e Wulkow;
- Kagel, con le località Kagel-Möllensee e Kagel-Finkenstein;
- Kienbaum, con la località Kienbaum-Siedlung;
- Mönchwinkel, con la località Neu Mönchwinkel;
- Spreeau, con le località Freienbrink, Sieverslake, Spreewerder, Störitz e Storkowfurt.

Ogni frazione è amministrata da un «consiglio locale» (Ortsbeirat).